# Street Rod
A Street Rod egy versenyautó játék, amit 1989-ben adtak ki. A California Dreams forgalmazta, megjelent Amiga, ATARI ST, Commodore 64 és DOS rendszerekre. Fejlesztők a P.Z.Karen Co. Development Group és a Logical Design Works voltak.
A játék 1963-ban játszódik, egész pontosan június 16-án indul. Cél a The King névre hallgató ellenfél legyőzése. Ehhez a kezdetkor 750$-t és egy üres garázst kapunk. Autót az újságban lévő apróhirdetésekből tudunk venni, amivel gyorsulási versenyeken vehetünk részt. A győzelemért természetesen pénzt vagy a legyőzött ellenfél autóját kapjuk. 
Egy hivatalos folytatása volt a játéknak, a Street Rod 2, amely 1990-ben jelent meg és az 1969-es évben játszódott.

## Játékmenet
A játékos a garázsból indul, ahol az újságból kiválasztva megvehetjük az autót, illetve a hozzá való alkatrészeket. Az autó alá bemászva kicsavarozhatók a főbb elemek (motor, váltó) minden autóból, és jobbra cserélhetőek. Ugyancsak a garázsban lehet gumit cserélni, az autót átszínezni, felmatricázni, és innen lehet eljutni az étteremhez, ahol a versenyeken indulni lehet, valamint a benzinkúthoz is.
Az utcára hajtva ("hit the street") kétféle versenyre hívhatjuk ki az ellenfeleket:
- Gyorsulási verseny (drag race): Itt egy egyenes szakaszon kell legyőzni az ellenfelet, aminek tétje lehet 10, illetve 50 dollár, de lehet pénzbeli tét nélkül is ("just for kicks").

- Országúti verseny (road race): Egy hosszabb, kanyargós úton kell győzni. A tét lehet 25 vagy 100 dollár, de lehet maga az autó is (a "pink slips" feliratra kattintva).

A ranglétrán feljebb haladva egyre erősebb ellenfelekkel találjuk szembe magunkat, akiket csak egy jól feltuningolt autóval győzhetünk le.
Igyekezni kell, mivel szeptember 14-e után véget ér a játék.

## Autók
- 1938 Chevrolet Master Deluxe
- 1940 Chevrolet Coupe
- 1940 Chevrolet Roadster
- 1949 Chevrolet Styleline
- 1955 Chevrolet Bel Air
- 1958 Chevrolet Impala
- 1956 Corvette
- 1961 Corvette
- 1963 Corvette
- 1955 Dodge Custom Royal Lancer
- 1962 Dodge Polara
- 1932 Ford
- 1932 Ford Sedan
- 1940 Ford Deluxe
- 1955 Ford Fairlane Victoria
- 1957 Ford Fairlane 500
- 1957 Ford T-Bird
- 1954 Mercury Monterey
- 1956 Mercury Custom
- 1949 Oldsmobile 88
- 1952 Oldsmobile 88
- 1961 Plymouth Valiant V200
- 1963 Plymouth Valiant V100
- 1962 Plymouth Savoy
- 1950 Pontiac Silver Streak

## Külső hivatkozások
- A Street Rod sorozat a MobyGames-en
- Street Rod. 80sdos.com. [2013. január 16-i dátummal az eredetiből archiválva]. (Hozzáférés: 2017. július 30.)
- Részletes leírás a Tökmákon